# Аз съм за
„Аз съм за“ е социална мрежа на политическа партия ГЕРБ, предназначена за активните български граждани.
Идеята за сайта е той да бъде място за предложения за развитието, поската, бъдещето на България. Това е сайт, в който всеки ще може да споделя позиции, да дава идеи и сигнали за проблеми, да подкрепя каузи, свързани както с местното, така и с държавното управление .
Сайтът стартира на 16 август 2011 г. и към 23 август има 56 324 потребители, като постоянно активните са към 10 000 души.